# Boxeo en los Juegos Olímpicos de Londres 2012 – Peso pesado masculino
La competición de peso pesado (varones) - 91 kg de los Juegos Olímpicos de Londres 2012 se llevó a cabo del 1 de agosto al 11 de agosto, en el Centro de Exposiciones ExCeL.

## Formato de competición
Al igual que todos los eventos de boxeo Olímpico, la competición será como torneo eliminatorio. En esta competencia participarán 15 boxeadores quiénes calificaron en torneos realizados durante 2011 y 2012. El evento se iniciará con una ronda preliminar que comienza el 1 de agosto, donde quedarán solo 8 participantes, y finalizará el 11 de agosto. Como hay menos de 16 boxeadores, uno se clasifica sin participar en la ronda de octavos. Los que pierdan en las semifinales, obtendrán ambos medalla de bronce; es decir, no habrá pelea por el tercer lugar.
Todas las peleas consistirán en 3 asaltos de 3 minutos cada uno, donde cada participante recibirá puntos por golpear claramente en la cabeza o parte superior del cuerpo del oponente. Quien obtenga la mayor puntuación será declarado vencedor; en caso de que un boxeador caiga a la lona y no pueda levantarse durante la cuenta de protección de 10 segundos, la pelea termina y se declara ganador al oponente.

## Medallero
| Oro    | Oleksandr Usyk (UCR)  |
| Plata  | Clemente Russo (ITA)  |
| Bronce | Tervel Pulev (BUL)    |
| Bronce | Teymur Mammadov (AZE) |

## Calendario
El horario está en hora local (UTC+1)
| Fecha                         | Hora          | Ronda            |
| ----------------------------- | ------------- | ---------------- |
| Miércoles 1 de agosto de 2012 | 14:30 y 21:30 | Octavos de final |
| Domingo 5 de agosto de 2012   | 21:30         | Cuartos de final |
| Viernes 10 de agosto de 2012  | 15:30         | Semifinales      |
| Sábado 11 de agosto de 2012   | 22:15         | Final            |

## Resultados
|  | Octavos de final | Octavos de final           | Octavos de final       |                        |                       | Cuartos de final      | Cuartos de final | Cuartos de final |  |                       | Semifinales           | Semifinales | Semifinales |  |                      | Final                | Final | Final |  |
|  |                  |                            |                        |                        |                       |                       |                  |                  |  |                       |                       |             |             |  |                      |                      |       |       |  |
|  |                  |                            |                        |                        |                       |                       |                  |                  |  |                       |                       |             |             |  |                      |                      |       |       |  |
|  |                  |                            |                        |                        |                       |                       |                  |                  |  |                       |                       |             |             |  |                      |                      |       |       |  |
|  |                  |                            |                        |                        |                       |                       |                  |                  |  |                       |                       |             |             |  |                      |                      |       |       |  |
|  |                  |                            |                        |                        |                       |                       |                  |                  |  |                       |                       |             |             |  |                      |                      |       |       |  |
|  |                  | Oleksandr Usyk (UCR)       | Oleksandr Usyk (UCR)   | 17                     |                       |                       |                  |                  |  |                       |                       |             |             |  |                      |                      |       |       |  |
|  |                  |                            |                        | 17                     |                       |                       |                  |                  |  |                       |                       |             |             |  |                      |                      |       |       |  |
|  |                  |                            | Artur Beterbiyev (RUS) | Artur Beterbiyev (RUS) | 13                    |                       |                  |                  |  |                       |                       |             |             |  |                      |                      |       |       |  |
|  | 9                | Artur Beterbiyev (RUS)     | Artur Beterbiyev (RUS) | Artur Beterbiyev (RUS) | 13                    | 10+                   |                  |                  |  |                       |                       |             |             |  |                      |                      |       |       |  |
|  | 9                | Artur Beterbiyev (RUS)     |                        |                        |                       |                       |                  |                  |  |                       |                       |             |             |  |                      |                      |       |       |  |
|  | 8                | Michael Hunter (USA)       | 10                     |                        |                       |                       |                  |                  |  |                       |                       |             |             |  |                      |                      |       |       |  |
|  | 8                | Michael Hunter (USA)       | 10                     |                        |                       |                       |                  |                  |  | Oleksandr Usyk (UKR)  | Oleksandr Usyk (UKR)  | 21          |             |  |                      |                      |       |       |  |
|  |                  |                            |                        |                        |                       |                       |                  |                  |  | Oleksandr Usyk (UKR)  | Oleksandr Usyk (UKR)  | 21          |             |  |                      |                      |       |       |  |
|  |                  |                            | Tervel Pulev (BUL)     | Tervel Pulev (BUL)     | 5                     |                       |                  |                  |  |                       |                       |             |             |  |                      |                      |       |       |  |
|  | 5                | Tervel Pulev (BUL)         | Tervel Pulev (BUL)     | Tervel Pulev (BUL)     | 5                     | 10                    |                  |                  |  |                       |                       |             |             |  |                      |                      |       |       |  |
|  | 5                | Tervel Pulev (BUL)         |                        |                        |                       |                       |                  |                  |  |                       |                       |             |             |  |                      |                      |       |       |  |
|  | 12               | Wang Xuanxuan (CHN)        | 7                      |                        |                       |                       |                  |                  |  |                       |                       |             |             |  |                      |                      |       |       |  |
|  | 12               | Wang Xuanxuan (CHN)        | 7                      |                        | Tervel Pulev (BUL)    | Tervel Pulev (BUL)    | 13               |                  |  |                       |                       |             |             |  |                      |                      |       |       |  |
|  |                  |                            |                        |                        | Tervel Pulev (BUL)    | Tervel Pulev (BUL)    | 13               |                  |  |                       |                       |             |             |  |                      |                      |       |       |  |
|  |                  |                            | Yamil Peralta (ARG)    | Yamil Peralta (ARG)    | 10                    |                       |                  |                  |  |                       |                       |             |             |  |                      |                      |       |       |  |
|  | 13               | Yamil Peralta (ARG)        | Yamil Peralta (ARG)    | Yamil Peralta (ARG)    | 10                    | 13                    |                  |                  |  |                       |                       |             |             |  |                      |                      |       |       |  |
|  | 13               | Yamil Peralta (ARG)        |                        |                        |                       |                       |                  |                  |  |                       |                       |             |             |  |                      |                      |       |       |  |
|  | 4                | Chouaib Bouloudinats (ALG) | 5                      |                        |                       |                       |                  |                  |  |                       |                       |             |             |  |                      |                      |       |       |  |
|  | 4                | Chouaib Bouloudinats (ALG) | 5                      |                        |                       |                       |                  |                  |  |                       |                       |             |             |  | Oleksandr Usyk (UCR) | Oleksandr Usyk (UCR) | 14    |       |  |
|  |                  |                            |                        |                        |                       |                       |                  |                  |  |                       |                       |             |             |  | Oleksandr Usyk (UCR) | Oleksandr Usyk (UCR) | 14    |       |  |
|  |                  |                            | Clemente Russo (ITA)   | Clemente Russo (ITA)   | 11                    |                       |                  |                  |  |                       |                       |             |             |  |                      |                      |       |       |  |
|  | 3                | Teymur Mammadov (AZE)      | Clemente Russo (ITA)   | Clemente Russo (ITA)   | 11                    | 12                    |                  |                  |  |                       |                       |             |             |  |                      |                      |       |       |  |
|  | 3                | Teymur Mammadov (AZE)      |                        |                        |                       |                       |                  |                  |  |                       |                       |             |             |  |                      |                      |       |       |  |
|  | 14               | Jai Opetaia (AUS)          | 11                     |                        |                       |                       |                  |                  |  |                       |                       |             |             |  |                      |                      |       |       |  |
|  | 14               | Jai Opetaia (AUS)          | 11                     |                        | Teymur Mammadov (AZE) | Teymur Mammadov (AZE) | 19+              |                  |  |                       |                       |             |             |  |                      |                      |       |       |  |
|  |                  |                            |                        |                        | Teymur Mammadov (AZE) | Teymur Mammadov (AZE) | 19+              |                  |  |                       |                       |             |             |  |                      |                      |       |       |  |
|  |                  |                            | Siarhei Karneyeu (BLR) | Siarhei Karneyeu (BLR) | 19                    |                       |                  |                  |  |                       |                       |             |             |  |                      |                      |       |       |  |
|  | 11               | Julio Castillo (ECU)       | Siarhei Karneyeu (BLR) | Siarhei Karneyeu (BLR) | 19                    | 12                    |                  |                  |  |                       |                       |             |             |  |                      |                      |       |       |  |
|  | 11               | Julio Castillo (ECU)       |                        |                        |                       |                       |                  |                  |  |                       |                       |             |             |  |                      |                      |       |       |  |
|  | 6                | Siarhei Karneyeu (BLR)     | 21                     |                        |                       |                       |                  |                  |  |                       |                       |             |             |  |                      |                      |       |       |  |
|  | 6                | Siarhei Karneyeu (BLR)     | 21                     |                        |                       |                       |                  |                  |  | Teymur Mammadov (AZE) | Teymur Mammadov (AZE) | 13          |             |  |                      |                      |       |       |  |
|  |                  |                            |                        |                        |                       |                       |                  |                  |  | Teymur Mammadov (AZE) | Teymur Mammadov (AZE) | 13          |             |  |                      |                      |       |       |  |
|  |                  |                            | Clemente Russo (ITA)   | Clemente Russo (ITA)   | 15                    |                       |                  |                  |  |                       |                       |             |             |  |                      |                      |       |       |  |
|  | 7                | José Larduet (CUB)         | Clemente Russo (ITA)   | Clemente Russo (ITA)   | 15                    | DSQ                   |                  |                  |  |                       |                       |             |             |  |                      |                      |       |       |  |
|  | 7                | José Larduet (CUB)         |                        |                        |                       |                       |                  |                  |  |                       |                       |             |             |  |                      |                      |       |       |  |
|  | 10               | Ali Mazaheri (IRI)         |                        |                        |                       |                       |                  |                  |  |                       |                       |             |             |  |                      |                      |       |       |  |
|  | 10               | Ali Mazaheri (IRI)         |                        | José Larduet (CUB)     | José Larduet (CUB)    | 10                    |                  |                  |  |                       |                       |             |             |  |                      |                      |       |       |  |
|  |                  |                            |                        | José Larduet (CUB)     | José Larduet (CUB)    | 10                    |                  |                  |  |                       |                       |             |             |  |                      |                      |       |       |  |
|  |                  |                            | Clemente Russo (ITA)   | Clemente Russo (ITA)   | 12                    |                       |                  |                  |  |                       |                       |             |             |  |                      |                      |       |       |  |
|  | 15               | Tumba Silva (ANG)          | Clemente Russo (ITA)   | Clemente Russo (ITA)   | 12                    |                       |                  |                  |  |                       |                       |             |             |  |                      |                      |       |       |  |
|  | 15               | Tumba Silva (ANG)          |                        |                        |                       |                       |                  |                  |  |                       |                       |             |             |  |                      |                      |       |       |  |
|  | 2                | Clemente Russo (ITA)       | WO                     |                        |                       |                       |                  |                  |  |                       |                       |             |             |  |                      |                      |       |       |  |
|  | 2                | Clemente Russo (ITA)       | WO                     |                        |                       |                       |                  |                  |  |                       |                       |             |             |  |                      |                      |       |       |  |
|  |                  |                            |                        |                        |                       |                       |                  |                  |  |                       |                       |             |             |  |                      |                      |       |       |  |